# Ciclisme als Jocs Olímpics d'estiu de 1928 - Persecució per equips
La competició de persecució per equips fou una de les quatre proves del programa olímpic de ciclisme en pista dels Jocs Olímpics d'Amsterdam de 1928. La competició es va disputar el 5 i 6 d'agost de 1928, amb la presència de 48 ciclistes procedents de 12 nacions diferents.

## Medallistes
| Or                                                                      | Plata                                                                                 | Bronze                                                             |
| ItàliaCesare Facciani · Giacomo Gaioni · Mario Lusiani · Luigi Tasselli | Països BaixosJohannes Maas · Piet van der Horst · Janus Braspennincx · Jan Pijnenburg | Regne UnitGeorge Southall · Harry Wyld · Leonard Wyld · Percy Wyld |

## Equips
| Bèlgica - August Meuleman - Yves Van Massenhove - Albert Muylle - Jean Van Buggenhout · Canadà - Lew Elder - James Davies - Andy Houting - William Peden · Xile - Jorge Gamboa - Alejandro Vidal - Carlos Rocuant - Eduardo Maillard · França - André Aumerle - Octave Dayen - René Brossy - André Trantoul · Alemanya - Josef Steger - Anton Joksch - Kurt Einsiedel - Hans Dormbach · Regne Unit - Harry Wyld - Leonard Wyld - Percy Wyld - George Southall · | Itàlia - Cesare Facciani - Giacomo Gaioni - Luigi Tasselli - Mario Lusiani · Letònia - Roberts Ozols - Zenons Popovs - Ernests Mālers - Fridrihs Ukstiņš · Països Baixos - Jan Maas - Jan Pijnenburg - Janus Braspennincx - Piet van der Horst · Polònia - Józef Lange - Alfred Reul - Jan Zybert - Józef Oksiutycz · Suïssa - Erich Fäs - Gustave Moos - Heinz Gilgen - Joseph Fischler · Turquia - Galip Cav - Yunus Nüzhet Unat - Cavit Cav - Tacettin Öztürkmen |  |

## Resultats

### Primera ronda
| Pos | Nació   |
| --- | ------- |
| 1 Q | Bèlgica |
| 2 q | Polònia |

| Pos | Nació  |
| --- | ------ |
| 1 Q | França |
| 2   | Xile   |

| Pos | Nació      |
| --- | ---------- |
| 1 Q | Regne Unit |
| 2   | Turquia    |

| Pos | Nació   |
| --- | ------- |
| 1 Q | Itàlia  |
| 2   | Letònia |

| Pos | Nació         |
| --- | ------------- |
| 1 Q | Països Baixos |
| 2   | Suïssa        |

| Pos | Nació    |
| --- | -------- |
| 1 Q | Alemanya |
| 2 q | Canadà   |

### Segona ronda
| Pos | Nació      |
| --- | ---------- |
| 1 Q | Regne Unit |
| 2   | Bèlgica    |

| Pos | Nació         |
| --- | ------------- |
| 1 Q | Països Baixos |
| 2   | Polònia       |

| Pos | Nació  |
| --- | ------ |
| 1 Q | França |
| 2   | Canadà |

| Pos | Nació    |
| --- | -------- |
| 1 Q | Itàlia   |
| 2   | Alemanya |

### Semifinals
| Pos | Nació      |
| --- | ---------- |
| 1 Q | Itàlia     |
| 2   | Regne Unit |

| Pos | Nació         |
| --- | ------------- |
| 1 Q | Països Baixos |
| 2   | França        |

### Lluita per les medalles
| Pos | Nació         | Temps  |
| --- | ------------- | ------ |
| 1   | Itàlia        | 5:01.8 |
| 2   | Països Baixos | 5:06.2 |

| Pos | Nació      |
| --- | ---------- |
| 3   | Regne Unit |
| 4   | França     |